# Cleveland Browns 2001
La stagione 2001 dei Cleveland Browns è stata la 49ª della franchigia nella National Football League. La squadra concluse con un record di 7-9, terminando terza nella propria division.

## Roster
|  | |  | |  | |  | |  |  |
|  | Quarterback - 2 Tim Couch - 10 Kelly Holcomb - 12 Josh Booty Running back - 42 Carl Fair - 34 Benjamin Gay KR - 44 Mike Sellers FB - 30 Jamel White Wide receiver - 88 JaJuan Dawson - 85 Kevin Johnson WR/PR - 84 Andre King - 81 Quincy Morgan - 86 Dennis Northcutt PR Tight end - 48 Rodrick Monroe TE/FB - 89 Jake Moreland TE/FB - 87 O.J. Santiago - 80 Aaron Shea TE/FB |  | Offensive linemen - 63 Brad Bedell G - 69 Roger Chanoine T - 66 Jeremy McKinney G - 73 Toby Myles T - 60 Shaun O'Hara C - 72 Roman Oben T - 77 Ross Verba G - 64 Dave Wohlabaugh C - 62 Paul Zukauskas T Defensive linemen - 74 Felipe Claybrooks DE - 73 Derrick Ham DE - 97 Ryan Kuehl DT/LS - 70 Alvin McKinley DT - 78 Tyrone Rogers DT - 99 Orpheus Roye DT - 93 Mark Smith DT - 96 Greg Spires DE - 94 Gerard Warren DT |  | Linebacker - 52 Brant Boyer - 55 Anthony Denman - 95 Jamir Miller - 50 Barry Minter - 58 Wali Rainer - 57 Dwayne Rudd - 54 Tarek Saleh Defensive back - 36 Chris Akins - 23 Devin Bush FS - 26 Dyshod Carter - 43 Percy Ellsworth FS - 24 Corey Fuller CB - 37 Anthony Henry CB - 31 Raymond Jackson CB - 20 Earl Little SS - 33 Daylon McCutcheon CB - 38 Earthwind Moreland - 21 Marquis Smith FS Special team - 4 Phil Dawson K - 17 Chris Gardocki P |  | Lista delle riserve - 92 Courtney Brown DE (IR) - 29 James Jackson RB (IR) - 83 Mark Campbell TE (IR) - 27 Lamar Chapman CB (IR) - 82 Rickey Dudley TE (IR) - 89 Jammi German WR (IR) - 22 Michael Jameson FS (IR) - 67 Tre' Johnson G (IR) - 51 Lenoy Jones LB (IR) - 90 Keith McKenzie DE (IR) Squadra di allenamento - 18 Bobby Brown WR - 49 Chris Eitzmann TE - 71 Gaylon Hyder DL - 68 Gannon Shepherd T Rookie in corsivo 53 attivi, 10 inattivi, 4 squadra all. |  |  |

## Calendario
| Stagione regolare |                    |                         |                    |                    |                          |                    |                    |
| Turno             | Data               | Avversario              | Risultato          | Record             | Stadio                   | Pubblico           | Sintesi            |
| 1                 | 9 settembre        | Seattle Seahawks        | S 6–9              | 0–1                | Cleveland Browns Stadium | 72,318             | Recap              |
| 2                 | 23 settembre       | Detroit Lions           | V 24–14            | 1–1                | Cleveland Browns Stadium | 73,168             | Recap              |
| 3                 | 30 settembre       | at Jacksonville Jaguars | V 23–14            | 2–1                | Alltel Stadium           | 57,875             | Recap              |
| 4                 | 7 ottobre          | San Diego Chargers      | V 20–16            | 3–1                | Cleveland Browns Stadium | 73,018             | Recap              |
| 5                 | 14 ottobre         | at Cincinnati Bengals   | S 14–24            | 3–2                | Paul Brown Stadium       | 64,217             | Recap              |
| 6                 | 21 ottobre         | Baltimore Ravens        | V 24–14            | 4–2                | Cleveland Browns Stadium | 72,818             | Recap              |
| 7                 | Settimana di pausa | Settimana di pausa      | Settimana di pausa | Settimana di pausa | Settimana di pausa       | Settimana di pausa | Settimana di pausa |
| 8                 | 4 novembre         | at Chicago Bears        | S 21–27 (DTS)      | 4–3                | Soldier Field            | 66,944             | Recap              |
| 9                 | 11 novembre        | Pittsburgh Steelers     | S 12–15 (DTS)      | 4–4                | Cleveland Browns Stadium | 73,218             | Recap              |
| 10                | 18 novembre        | at Baltimore Ravens     | V 27–17            | 5–4                | PSINet Stadium           | 69,353             | Recap              |
| 11                | 25 novembre        | Cincinnati Bengals      | V 18–0             | 6–4                | Cleveland Browns Stadium | 72,918             | Recap              |
| 12                | 2 dicembre         | Tennessee Titans        | S 15–31            | 6–5                | Cleveland Browns Stadium | 72,818             | Recap              |
| 13                | 9 dicembre         | at New England Patriots | S 16–27            | 6–6                | Foxboro Stadium          | 60,292             | Recap              |
| 14                | 16 dicembre        | Jacksonville Jaguars    | S 10–15            | 6–7                | Cleveland Browns Stadium | 72,818             | Recap              |
| 15                | 23 dicembre        | at Green Bay Packers    | S 7–30             | 6–8                | Lambeau Field            | 59,824             | Recap              |
| 16                | 30 dicembre        | at Tennessee Titans     | V 41–38            | 7–8                | Adelphia Coliseum        | 68,798             | Recap              |
| 17                | 6 gennaio 2002     | at Pittsburgh Steelers  | S 7–28             | 7–9                | Heinz Field              | 59,189             | Recap              |

Note: gli avversari della propria division sono in grassetto.

## Classifiche
| AFC Central             |    |    |   |      |     |     |     |
|                         | V  | S  | P | %    | PF  | PS  | STR |
| (1) Pittsburgh Steelers | 13 | 3  | 0 | .813 | 352 | 212 | V1  |
| (5) Baltimore Ravens    | 10 | 6  | 0 | .625 | 303 | 265 | V1  |
| Cleveland Browns        | 7  | 9  | 0 | .438 | 285 | 319 | S1  |
| Tennessee Titans        | 7  | 9  | 0 | .438 | 336 | 388 | S2  |
| Jacksonville Jaguars    | 6  | 10 | 0 | .375 | 294 | 286 | S2  |
| Cincinnati Bengals      | 6  | 10 | 0 | .375 | 226 | 309 | V2  |